# Belányi József
Belányi József (Bácsalmás, 1979. augusztus 29. –) magyar reklámszövegíró, költő, slammer, VJ.

## Élete
Általános iskolai tanulmányait Mélykúton végezte. 1993-ban a szegedi Gábor Dénes Szakközépiskola informatikai osztályában kezdte meg középiskolai tanulmányait, de fél év után átjelentkezett a kiskunhalasi Szilády Áron Gimnáziumba. 1997-ben ennek jogutódjában, a Kiskunhalasi Bibó István Gimnáziumban érettségizett kitűnő eredménnyel, reál tagozatos osztályban. A Budapesti Gazdaságtudományi Egyetemen szerzett közgazdász diplomát nemzetközi marketing szakirányon.
Mielőtt a reklámszakmában elhelyezkedett, egy színesfémkohászattal foglalkozó cégnél dolgozott bronzöntőként. 2002-ben a Sylva Reklámügynökség junior szövegírója lett. 2006 novemberében felvételt nyert a JWT Budapest reklámügynökség kreatív osztályára szövegíróként. 2008-ban az Euro RSCG Budapest szövegírója lett. Innen 2010-ben került előbb a Café Connection, majd a kirowski reklámügynökséghez senior copywriterként. Utolsó alkalmazotti időszakát a White Rabbit ügynökségnél töltötte, mielőtt 2012-ben megalapította két szövegírótársával a Belfegort.
Szabadidejében a Maximo Hungária SE öregfiúk labdarúgó-csapatának, a Magyar Íróválogatottnak és a Magyar Művészválogatottnak a kapusa, a RÁZENE Fúvószenekar tenorkürtöse, az Eclips3 Visuals VJ-je (O:cSi) és a magyarországi slam poetry mozgalom egyik képviselője (ÖcSi).

## Költészete
Főiskolai tanulmányait követően Némaságom története címmel kezdett könyvet írni, de már korábban is készültek versei, novellái, dalszövegei, részt vett iskolai színdarabok megírásában. Első önálló verseskötete 2015-ben jelent meg Jártam a Holdon címmel a Colorcom Kiadónál. 2023. november 30-án verses mesekönyvvel jelentkzett HOL vagyok címmel.
A slam poetry világába 2012 novemberében csöppent bele, amikor első alkalommal állt közönség elé a Mika színpadán.

## Művei
- Jártam a Holdon, verseskötet, Budapest, Colorcom Kiadó, 2015.
- HOL vagyok, Tündéri verskaland Brunszkó László illusztrációival, verses mesekönyv, Belfegor, 2023.